# Charles Münch
Charles Münch, född 1891 i Strasbourg, död 1968 i Richmond i Virginia, var en fransk dirigent. Han föddes och fick sin grundläggande musikaliska utbildning i Strasbourg (Straßburg), som då tillhörde Tyskland. Münch räknas som en av de ledande franska dirigenterna vid mitten av 1900-talet och gjorde betydande insatser, speciellt för att lyfta fram den samtida musiken. Han blev 1949 förste dirigent för Boston Symphony Orchestra, en post som han innehade till 1962. 1967 utnämndes han till chefsdirigent för Orchestre de Paris, en orkester speciellt bildad för honom. Han avled efter en hjärtattack under en konsertturné med denna orkester i USA.